# Razlika množic
Razlika množic je računska dvočlena operacija med množicami. Razlika množic A in B je množica sestavljena iz elementov, ki pripadajo množici A, vendar pa ne pripadajo množici B. Razliko množic zapišemo kot  {\displaystyle A\setminus B} (včasih tudi z znakom minus: {\displaystyle A-B}) torej:
{\displaystyle A\setminus B=\{x;x\in A\land x\not \in B\}}
Razliko lahko izrazimo s komplementom, zato se včasih imenuje tudi »relativni kompement«:
{\displaystyle A\setminus B=A\cap B^{C}}
Poleg zgoraj opisane razlike množic obstaja tudi simetrična razlika množic:
{\displaystyle A\,\triangle \,B=(A\setminus B)\cup (B\setminus A)=(A\cup B)\setminus (A\cap B)}